# ウイリー＝デュ＝ウレ
ウイリー＝デュ＝ウレ（仏: Ouilly-du-Houley）は、フランスのノルマンディー地域圏、カルヴァドス県に属するコミューン。2007年時点で184人が暮らし、住民はリボディエン（Ribaudiens）と呼ばれる。

## 地理
カーンから東に50km、ベルネーから北西へ22kmほど行ったリジュー東郊に位置する。一帯は県東部の丘陵地で、家々が散在する散居村が広がっている。ウイリー＝デュ＝ウレもその一つで、いくつかの小集落から成る。北東でモヨー、東でフュミション、南でフィルフォル、西でエルミヴァル＝レ＝ヴォーの各コミューンと接し、近くには幹線道路のD510やD137が通る。

## 歴史
1825年、サン＝レジェ＝デュ＝ウレ（Saint-Léger-du-Houley）がウイリー＝ラ＝リボード（Ouilly-la-Ribaude）を編入する形で誕生した。1821年の時点でサン＝レジェには263人、リボードには191人が住んでいた。1801年以前はサン＝レジェはサン＝レジェ＝ウイリー（Saint-Léger-d'Ouilly）、リボードはサン＝マルティン・ウイリー（Saint-Martin-d'Ouilly）という地名だった。

## 行政
- 首長：ベルナール・シャンピオン（Bernard Champion、無所属、2008年3月から） 育成技術者
- 前首長：マルセル・モンケレイ（Marcel Monkerhey、無所属、1995年6月から2008年3月まで）

## 人口の推移[2]
1836年には539人が暮らしていた。
| 1962年 | 1968年 | 1975年 | 1982年 | 1990年 | 1999年 | 2007年 |
| ------ | ------ | ------ | ------ | ------ | ------ | ------ |
| 193    | 188    | 158    | 172    | 183    | 193    | 184    |

## 観光スポット
- 16世紀に建てられたウレ城。歴史的建造物に指定されている[3]
- 15世紀に建てられた聖マルタン教会